# Hell on Wheels
Hell on Wheels – pierwszy album Manowar na żywo. Nie jest to jednak zapis zwykłego koncertu. Każdy utwór pochodzi z innego miejsca, które gościło grupę podczas trasy Hell on Wheels World Tour 1996-1997. Ostatnia pozycja z pierwszej płyty, Warriors of the World, jest kompilacją krzyków fanów oraz wypowiedzi lidera zespołu Joeya DeMaio.

## Lista utworów

### CD 1
1. "Manowar"
2. "Kings Of Metal"
3. "Kill With Power"
4. "Sign Of The Hammer"
5. "My Spirit Lives On"
6. "Piano Interlude"
7. "Courage"
8. "Spirit Horse Of The Cherokee"
9. "Blood Of My Eniemies"
10. "Hail And Kill"
11. "Warriors Of The World"

### CD 2
1. "Wheels Of Fire"
2. "Metal Warriors"
3. "Army Of The Immortals"
4. "Black Arrows"
5. "Fighting The World"
6. "Thor The Power Head"
7. "King"
8. "The Gods Made Heavy Metal"
9. "Black Wind, Fire And Steel"
10. "Return Of The Warlord"
11. "Carry On"
12. "Battle Hymn"

## Twórcy
- Eric Adams – śpiew
- Joey DeMaio – gitara basowa i keyboard
- Karl Logan – gitary i keyboard
- Scott Columbus – perkusja